# Laurent Joubert

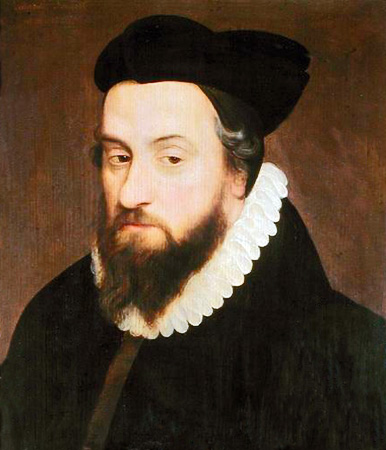
Laurent Joubert

Laurent Joubert (Valence, 16 dicembre 1529 – Lombez, 21 ottobre 1583) è stato un medico e chirurgo francese.

## Biografia
Laurent Joubert, noto in Italia con il nome di Lorenzo Gioberti, fu il decimo di venti fratelli, nato dal matrimonio tra il cavaliere Joubert e sua moglie, Catherine de Genas. 

Laurent Joubert all'età di 21 anni diventò allievo del celebre Guillaume Rondelet (1507-1566), cancelliere della Facoltà di Medicina a Montepellier. Esercitò l'attività di medico a Montbrison e Aubenas, e prima ancora di ottenere il dottorato, godette di ottima fama come medico e insegnante. Alla morte di Rondelet, nel 1566 ne prese il posto come professore di medicina all'Università di Montpellier e come cancelliere della facoltà (conosciuto per questo motivo anche come Laurent Joubert di Montpellier).
La regina di Francia Caterina de' Medici, in virtù della sua crescente fama, lo chiamò a corte. E a partire dal 1579, Laurent Joubert fu uno dei medici del re di Francia, Enrico III di Francia. Dopo la morte del Joubert avvenuta nel 1583, André Dulaurens (1558-1609) ne prese il posto alla cattedra di medicina dell'Università di Montpellier.
Laurent Joubert fu autore di alcuni importanti trattati di medicina, scritti sia in francese che in latino. Diventò popolare in Italia nel 1592 a seguito della pubblicazione de La prima parte de gli errori popolari, tradotto in lingua toscana da Alberto Luchi da Colle, segretario del granduca Francesco I de' Medici presso la corte francese . Scritto nel 1577 da Joubert per «correggere gl'errori popolari, che travagliano spesso i medici giovani, e danno loro gran fastidio» , dette vita a un filone della letteratura medica che incontrò particolare fortuna tra il XVI e il XVII secolo. In Italia, ispirato all'opera del Joubert, il medico romano Scipione Mercurio scrisse il trattato De gli errori popolari d'Italia, pubblicato per la prima volta nel 1604.

## Opere
- Paradoxarum demonstrationum medicinalium. Laurentii Jouberti, Lugduni, apud Ludovicum et Carolum Penot, fratres (Excudebat Matthias Bonhome), 1561
- Traité du ris suivi d'un dialogue sur la cacographie française. Parigi, 1579.
- La prima parte de gli errori popolari dell'eccellentiss. sign. Lorenzo Gioberti filosofo, et medico, lettore nello studio di Mompellieri. Nella quale si contiene l'eccellenza della medicina, e de' medici, della concettione, e generatione; della grauidezza, del parto, e delle donne di parto; e del latte, e del nutrire i bambini. Tradotta di franzese in lingua toscana dal mag. m. Alberto Luchi da Colle. Con due tauole, vna de' capitoli, e l'altra delle cose notabili. Nuouamente data in luce. Firenze: Filippo Giunti, 1592.
- The Second Part of the Popular Errors. Tuscaloosa: University of Alabama Press, 1995.